# Escuela Nacional Superior Autónoma de Bellas Artes del Perú
La Escuela Nacional Superior Autónoma de Bellas Artes del Perú (ENSABAP), fue fundada como la primera escuela nacional de artes plásticas en el país, por Decreto Supremo del 28 de septiembre de 1918 en Lima, bajo el Gobierno del Presidente José Pardo y Barreda. Su cátedra se inició el 15 de abril de 1919 con la dirección del maestro Daniel Hernández. Desde el 1 de enero del 2021, su dirección está a cargo de Eva Dalila López Miranda.
Posteriormente, con la Ley Universitaria n.º 23733 y la n.º 29292, los estudiantes egresan con grado de bachiller después de diez semestres académicos, y Licenciatura con mención en la especialidad elegida. 

## Historia

### Antecedentes
La Academia de Dibujo y Pintura, patrocinada por el virreinato de José Fernando de Abascal (1806-1816), ocupó un sector dentro de la Biblioteca Nacional, incluso aún después de la Independencia del Perú a pesar de las limitaciones. La educación era gratuita y sus aulas fueron frecuentadas por estudiantes de medicina y artistas como Francisco Laso, Francisco Masías, Luis Montero e Ignacio Merino; quien asumió la dirección luego de Francisco Javier Cortés hasta 1850, fecha en la que retorna a Francia.
Ante la carencia de sitios que impulsaran cabalmente la educación artística, en 1860 se fundó la Escuela Municipal con la dirección de Federico Torrico y la participación del pintor italiano de Leonardo Barbieri, maestro de Daniel Hernández. Más adelante, la Sociedad de Bellas Artes, además de resaltar la presencia de artistas peruanos en el exterior, se organiza en 1872 con el objetivo de promover la creación de un Museo de Historia, y la Academia Concha se consolida entre 1893 a 1912.
Sin embargo, no fue hasta después de la Guerra del Pacífico, durante el restablecimiento del país, que una fuerte campaña periodística encabezada por Teófilo Castillo Guas, promovió la creación de una escuela patrocinada por el gobierno, en favor de la cultura e identidad nacional.
| Director | Nombre                             | Período     |
| -------- | ---------------------------------- | ----------- |
| 1º       | Daniel Hernández Morillo           | 1918-1932   |
| 2º       | José Sabogal Diéguez               | 1932-1943   |
| 3º       | Germán Suárez Vértiz               | 1943-1945   |
| 4º       | Ricardo Grau                       | 1945-1949   |
| 5º       | Francisco González Gamarra         | 1949-1950   |
| 6º       | Germán Suárez Vértiz               | 1950-1956   |
| 7º       | Julio Málaga Grenet (interino)     | 1956        |
| 8º       | Juan Manuel Ugarte Eléspuru        | 1956-1973   |
| 9º       | Armando Sánchez Málaga (interino)  | 1973        |
| 10º      | Teodoro Núñez Ureta                | 1973-1976   |
| 11º      | José Bracamonte Vera (interino)    | 1976        |
| 12º      | Junta Administrativa               | 1976-1978   |
| 13º      | Alberto Dávila Zavala              | 1978-1980   |
| 14º      | Carlos Aitor Castillo Gaubeka      | 1980-1983   |
| 15º      | Miguel Baca Rossi (interino)       | 1983-1985   |
| 16º      | Andrés Molina Aquino               | 1985-1990   |
| 17º      | Alberto Tello Montalvo             | 1990-1994   |
| 18º      | Pedro Rotta Bisso                  | 1994-1997   |
| 19º      | Comisión Reorganizadora            | 1997-1998   |
| 20º      | Joel Meneses Fonseca (encargado)   | 1998-1999   |
| 21º      | Justo Estrella Orihuel (encargado) | 1999-2000   |
| 22.º     | Joel Menese Orihuela (encargado)   | 2000-2001   |
| 23.º     | Leslie Lee Crosby (encargado)      | 2001-2007   |
| 24.º     | Comisión Reorganizadora            | 2007-2008   |
| 25º      | Comisión de Víctor Delfín          | 2009-2010   |
| 26º      | Guillermo Cortez Carcelén          | 2010-2012   |
| 27º      | David Durand Ato                   | 2012-2015   |
| 28º      | Carlos Valdez Espinoza             | 2015-2020   |
| 29º      | Eva López Miranda                  | 2021-actual |

### Siglo XX
Al establecerse la Escuela, su primera etapa se caracterizó por impartir una rigurosa formación clasicista. José Sabogal, su segundo director, se desvió el enfoque europeizante de Daniel Hernández Morillo a favor de una orientación hacia el hombre y su entorno, que daría origen al Indigenismo. Durante la dirección de Germán Suárez Vértiz se producen reformas en los métodos pedagógicos, abriéndose un concepto más liberal para que el estudiante pueda elegir su propia opción. Bajo la dirección de Ricardo Grau, la escuela siguió las tendencias del Arte abstracto, hasta la dirección de Francisco González Gamarra, y nuevamente la de Germán Suárez.
En la siguiente década, destaca la figura Juan Manuel Ugarte Eléspuru como director, quien reorganizó las estructuras administrativas y pedagógicas. Se creó bajo su dirección el Taller de Grabado, y se modificó el antiguo sistema de ocho años a seis años de estudios en pintura y escultura; y a cuatro años en la especialidad de dibujo. En 1957 se consigue la categoría de Instituto de Enseñanza Superior, mediante la Resolución Suprema 045. En 1966 la Escuela consiguió su autonomía cambiando el nombre por la Escuela Nacional Superior Autónoma de Bellas Artes del Perú.
En el 50º Aniversario (1968) se crea el Instituto Superior de Investigaciones Estéticas, que otorgaba estudios de postgrado: Doctorado de Historia y Filosofía del Arte, el cual duró tres años, egresando un grupo de profesionales en 1970. Fue la primera y única promoción debido a su clausura por el Gobierno del General Juan Velasco Alvarado. Además, en 1972 pierde la autonomía y pasa a depender del Instituto Nacional de Cultura del Perú; encargándole su dirección a una comisión encabezada por Armando Sánchez Málaga, como director interino.
En 1980 la escuela recupera el título de "Autónoma" y reglamenta la formación de profesionales del arte con seis años de estudio y de profesores del arte con cinco. A fines de los años noventa, la escuela experimentó varias reorganizaciones educativas con la Comisión Reorganizadora, Joel Meneses Fonseca, Justo Estrella Orihuela y Leslie Lee Crosby.
La institución inició su proceso de obtención del estatuto universitario en 2000. En 2008, en colaboración con otras escuelas de arte, alcanzó el estatus de institución universitaria. En 2024, el gobierno formalizó su denominación como Universidad Nacional Autónoma de Bellas Artes.

#### Acrónimos
Con el pasar de los años el nombre, y por ende las siglas fueron cambiando:
- Escuela Nacional de Bellas Artes (ENBA), desde 1918.
- Escuela Nacional de Bellas Artes del Perú (ENBAP), desde 1957.
- Escuela Nacional Superior Autónoma de Bellas Artes del Perú (ENSABAP), desde 1966.
- Escuela Nacional de Bellas Artes del Perú (ENBAP), desde 1972.
- Escuela Nacional Superior Autónoma de Bellas Artes del Perú (ENSABAP), desde 1980.

## Organización

### Gobierno
El gobierno en la ENSABAP y la de sus Programas se sustenta con la participación democrática y responsable de sus estamentos, ejercidas en el siguiente orden jerárquico:
- La Asamblea General: Como órgano máximo de gobierno, está conformada por el 1) Director General; 2) Director Académico; 3) Director Administrativo; 4) Director de Promoción Cultural; 5) Cuatro docentes representantes de los Programas Académicos; 6) Un representante de los egresados y tres de los estudiantes.
- El Consejo Ejecutivo: Es el órgano superior de dirección, ejecución y promoción de la Escuela, siendo integrado por el director General, el director académico, Director administrativo, los directores de cada programa y un representante de los graduados. También puede participar un representante debidamente acreditado del personal no docente y otro de los estudiantes con derecho a voz.
- Las Direcciones de Programa: Es un director por cada Programa Académico, es decir, uno del Programa de Educación Artística, y el Otro de Artes Plásticas y Visuales.

### Estudios
| Pregrado                                         | Pregrado                                                      |
| ------------------------------------------------ | ------------------------------------------------------------- |
| Programa Académico de Artes Plásticas y Visuales | - Pintura - Escultura - Grabado - Conservación y Restauración |
| Programa Académico de Educación Artística        | - Educación artística                                         |

## Sedes

### Sede Principal
El edificio se ubica en la esquina de las calles Colegio Real (cuadra 6 del Jirón Áncash) y San Ildefonso (cuadra 2 del jirón Andahuaylas).
Los planos virreinales conocidos de la ciudad muestran en ese lugar una iglesia, denominada de San Pedro, anexo al cual se encontraba un hospital de clérigos. Hospital e iglesia tuvieron origen en una cofradía que, fundada en 1594 bajo el título de la Cátedra de San Pedro, tenía como finalidad la atención de los sacerdotes enfermos de escasos recursos. Inicialmente la cofradía utilizó para sus fines asistenciales algunos ambientes del hospital de San Andrés, hasta que en 1599 compró unos solares en los que construyeron el hospital y su capilla con licencia del Virrey Marqués de Montesclaros. Los cofrades fueron adquiriendo sucesivamente los solares adyacentes para ensanchar el terreno del hospital, y a principios del siglo XVII de él decía el cronista Bernabé Cobo (1639) que “la casa es mediana, con los aposentos suficientes, un patio moderado, un pedazo de huerta y un cuarto aparte donde vive el mayordomo. La iglesia es muy grande, con la capilla mayor de bóveda bien edificada y su cementerio que sale a una esquina de la cuadra”. La única nave de la iglesia estaba cubierta con una armadura de madera de cinco paños construida por el carpintero Bartolomé Calderón en 1629, la cual sería reemplazada posteriormente por una bóveda de cañón -también de madera- como consecuencia de alguno de los devastadores terremotos que asolaron la ciudad. Esta cobertura aparentemente subsistió hasta el siglo XX, cuando la iglesia se transformó en auditorio de la escuela, y de ella aún se pueden ver los perimétricos, los contrafuertes de la antigua capilla mayor, la portada lateral barroca y la base de la torre de la esquina.
El hospital de clérigos estuvo a cargo de la Cofradía de San Pedro hasta 1683, año en que la administración del nosocomio fue entregada a los padres del Oratorio de San Felipe Neri. Posteriormente el hospital se trasladó al local del Colegio Máximo de San Pablo de los jesuitas, el cual había quedado vacío luego de la expulsión de la orden en 1767 y les fue otorgado a los oratorianos para su uso por la Administración de Temporalidades en 1771. El edificio vacío del antiguo hospital sería entonces reutilizado para albergar al beaterio de Amparadas, quienes se trasladaron al local en 1776. Este beaterio se erigió inicialmente en 1670 con el título de Amparadas de la Concepción por iniciativa del venerable Padre Francisco Castillo, con la finalidad de dar refugio a mujeres de vida licenciosa arrepentidas de su proceder. Inicialmente el beaterio se ubicó en el solar en el que hoy se encuentra el monasterio de Santa Rosa, pero entró en decadencia a principios del siglo XVIII, hasta que la Administración de Temporalidades le cedió el local vacío del antiguo hospital de San Pedro para albergar a las amparadas, a las cuales se unió una escuela de indias y un hospicio. La iglesia continuó en uso, y, como narra Fuentes (1858), tenía 49 varas de largo y 13 varas de ancho, así como siete altares incluido el mayor. Ya en el siglo XIX se redujo el área que ocupaba el beaterio al separar la enfermería, la huerta y uno de los claustros para albergar el Colegio de Obstetricia y la Casa de Maternidad de Lima. El Colegio se había erigido por supremo decreto en 1826 y funcionó inicialmente en el hospital de Santa Ana hasta su traslado al local que nos ocupa.
Según Decreto Supremo del 28 de septiembre de 1918 en Lima, bajo el Gobierno del Presidente José Pardo y Barreda, se le adjudica el inmueble a la Escuela de Bellas Artes tras cinco meses de trabajo en la restauración donde se construyó el segundo nivel del patio principal y transformando el antiguo templo de la iglesia en un auditorio que durante un par de años funcionaria como una sala de cine llamada "Cine Novedades", fue inaugurada oficialmente el 15 de abril de 1919. Sobreviene un sismo al poco tiempo, y el local cambia ligeramente de fisionomía al realizar, una nueva puerta de ingreso en 1924; la misma que entró es uso recién en 1957. La actual fachada de la Escuela es de estilo Neoperuano, diseñada por el escultor y arquitecto español Manuel Piqueras Cotolí, resaltaba el misticismo Inca y la majestuosidad del barroco español. Piqueras había llegado a Lima contratado como docente en 1919 como profesor de dibujo, y de escultura desde 1920.

### Sede Casa Canevaro
Conocida también como "Casa Villegas". Esta mansión, que se ha mantenido en pie durante más de dos siglos se encuentra ubicado en la calle Trinitarias y ocupaba en sus tiempos de esplendor un área espaciosa que alcanzaba hasta la calle de San Ildefonso. En su historia figura en primer lugar doña Micaela Sánchez Blanco y Carrillo, quien la vendió al Capitán de Infantería del Presidio del Callao (Real Felipe), don Vicente Villegas Medina dela Concha,  el 12 de febrero de 1756, quien la amplio. Es decir que su construcción puede ser anterior al terremoto de 1746. La casa estuvo en manos de los Villegas hasta su tercera generación, siendo vendida después a doña Nicolasa Lobatón y Laos, natural de Supe, el 1 de mayo de 1818, según consta en la respectiva escritura de compra-venta. Los Laos la tuvieron hasta el 8 de septiembre de 1922, en que fue vendida a Carlos E. Drago, su penúltimo propietario, heredando sus hijos Carlos, Atilio y Carlota Drago quienes la vendieron a la Escuela de Bellas Artes en 1967. Le quedó el nombre de "Casa Canevaro" ya que fue habitada durante cinco años por el General Canevaro, que era casado con una dama de la familia Laos, quien cuando enviudo se casó nuevamente con la señora viuda de Sal y Rosas, en cuya hermosa casa de estilo veneciano en el Paseo Colón habitó los últimos años de su vida.
A lo largo de sus más de 250 años de existencia conocida y registrada, la casa ha sufrido varias modificaciones, de la cual se mantiene su estilo neo-clásico según la moda imperante en el siglo XIX. En inmueble tiene dos plantas, siendo el acceso a los altos por una amplia y hermosa escalera con pisos de mármol. La fachada presenta un conjunto de corte neo-clásico, simétrico, y la portada principal tiene dos hojas de madera adornada con relieves del mismo material y enmarcadas por elegantes pilastras de piedra. A ambos lados de la puerta hay dos hermosas ventanas de reja y dos pequeñas puertas laterales, y encima dos grandes balcones con ventanas coronadas de arcos de medio punto y enmarcadas las hojas de un simétrico juego de dobles columnas con capiteles de orden compuesto. El zaguán es típico, embaldosado con lajas de piedra y espacios de interlajas de canto rodado, y abre la entrada al patio una hermosa reja de estilo republicano.
Esta casa fue adquirida por la Escuela de Bellas Artes en 1967, que por entonces era dirigida por don Juan Manuel Ugarte Elespuru. En 1968 se inició su restauración con la asesoría técnica del arquitecto Alfonso Estremadoyro. Se decoro con muebles de la época (siglo XIX), se colgaron arañas, se restauró el Salón de Bailes del segundo piso, donde se colocó una pintura al óleo sobre tela de ocho metros de ancho por cuatro de alto, obra del Presbítero Matías Maestro, representando la Coronación de la Virgen. Esta pintura, perteneció a la iglesia San Francisco de Paula el Viejo del Rímac (actual iglesia San Alfonso, de la Av. Francisco Pizarro), donde coronaba su altar mayor y que con el terremoto de 1940 se vino al suelo.
Donada por los padres de la congregación a la Escuela de Bellas Artes, fue restaurada y colocada en el segundo piso en el salón antes mencionado. El moblaje y muchos enseres desaparecieron durante el gobierno militar de Velasco. Esta Casona, ubicada en el Jirón Ancash N.º 769, fue declarada Patrimonio Cultural Inmueble Colonial por el INC, según R.S. No. 2900 con fecha 23 de enero de 1973. 

### Otros locales

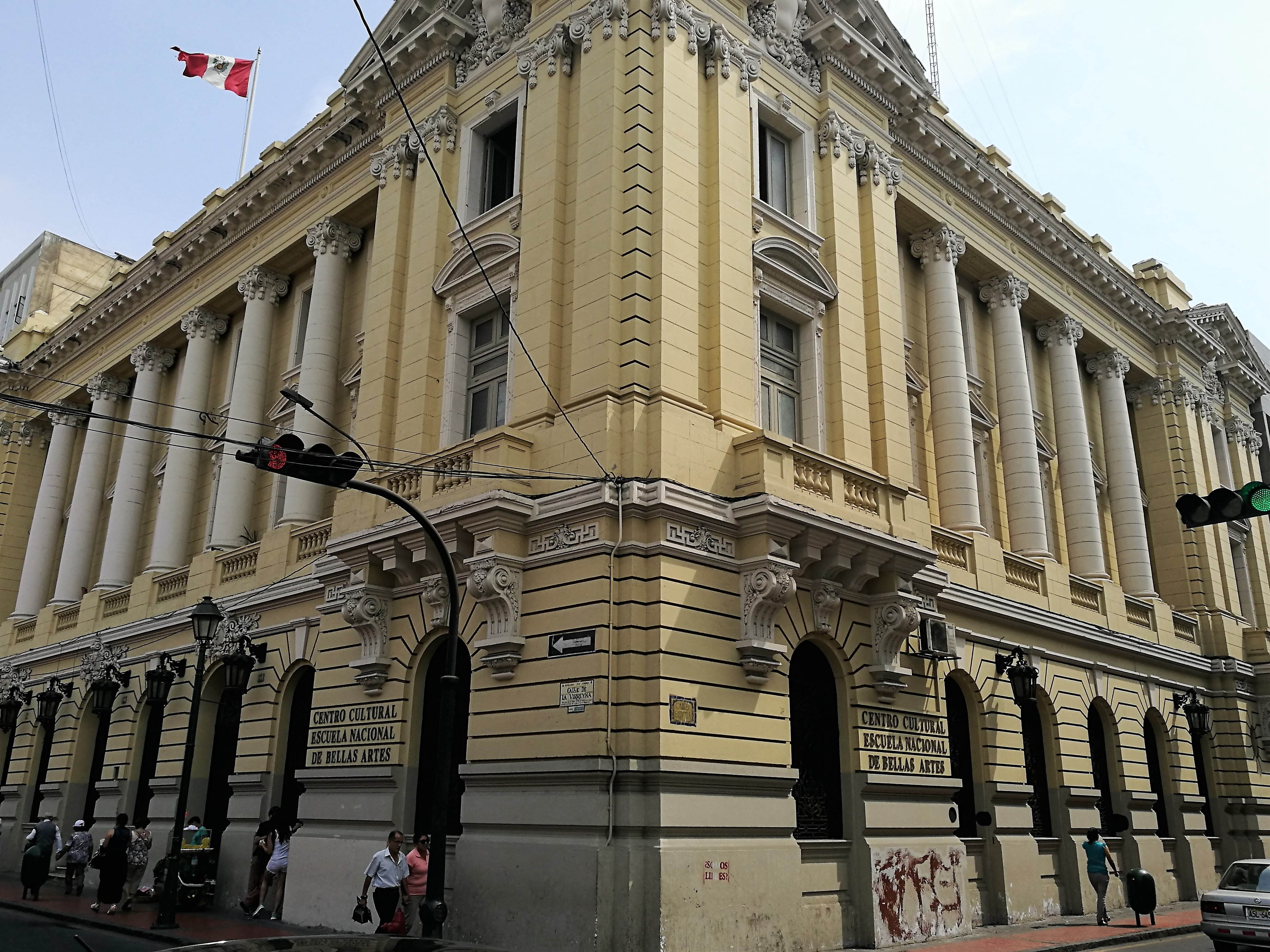
Centro Cultural Bellas Artes: Inmueble de arquitectura republicana, diseñado por Jaxa Malachowsky y que fuera sede de la Cámara de comercio de Lima, que al trasladarse a una nueva sede fue donado por el Presidente Alberto Fujimori; adjudicado el 27 de septiembre de 1996, con el fin de dotar a la Escuela de un Centro Cultural, que permita la difusión de diversas expresiones artístico-cultural. Poseía un hermoso vitral que fue retirado luego del sismo ocurrido en el 2007. Tiene una sala de exposiciones Galería Tilsa Tsuchiya donde actualmente se realizan exhibiciones de arte y talleres.Entrada principal de la ENSABAP diseñada por Piqueras  - Centro Cultural de la Escuela Nacional de Bellas Artes

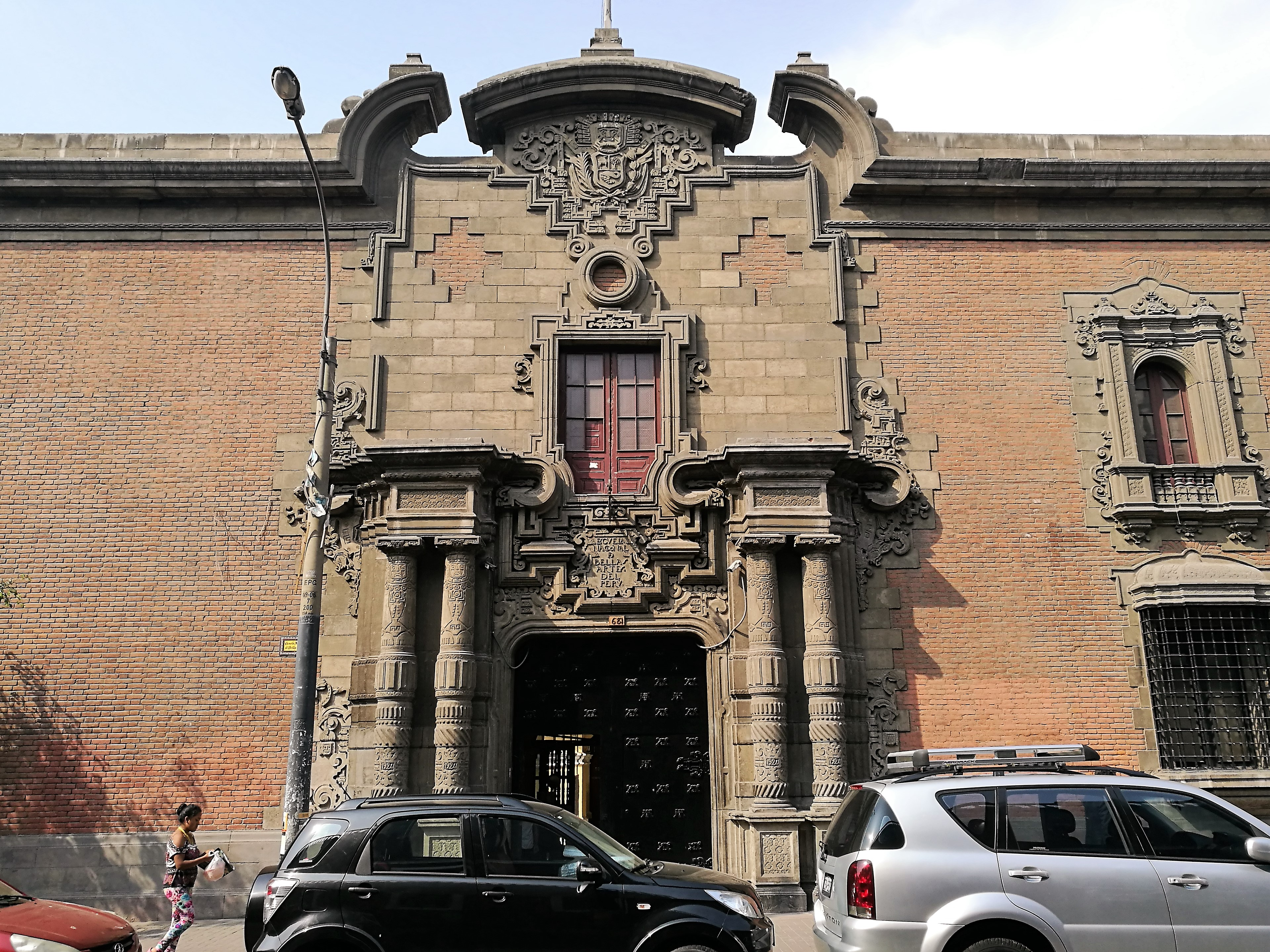
Entrada principal de la ENSABAP diseñada por Piqueras

- Sede La Molina: El objetivo es promover actividades artísticas, cultural, educativa y social; por lo que se han implementado Talleres Libres y espacios dedicados a salas de exposición.

## Actividad cultural
El Centro Cultural Bellas Artes es el principale espacio abierto al público general; permanentemente se encontraran cursos y talleres, exposiciones colectivas y/o individuales de alumnos, egresados e invitados nacionales y extranjeros. También se realizan temporadas de actividades como: seminarios, conferencias, paquetes corporativos y capacitación a docentes.

## Comunidad

### Estudiantes
- Centro de Estudiantes: El Centro de Estudiantes tiene como objetivos: a) Orientar, agrupar, organizar y representar -ante autoridades y la sociedad- a los estudiantes. b) Gestionar, promocionar y difundir actividades de interés artístico-cultural y educativo. c) Velar por el accionar del Tercio Estudiantil y el cumplimiento de los fines trazados por los estatutos y reglamentos.
- Tercio Estudiantil: La ocupación es netamente legislativa o co-gobierno. Sólo pueden acceder los alumnos que se encuentren académicamente en el tercio superior. Su principal función es ser la voz de los estudiantes, canalizando las inquietudes del alumnado ante las autoridades.
- Asociación de Egresados: Conocida como "AENBA"; siglas de Asociación de Egresados y Graduados de la Escuela Nacional Superior Autónoma de Bellas Artes del Perú. Es un órgano sin fines de lucro e independiente de la ENSABAP -no participa en la Asamblea General- pero con intenciones de contribuir con la institución.

## Rankings académicos
En los últimos años se ha generalizado el uso de rankings universitarios internacionales para evaluar el desempeño de las universidades a nivel nacional y mundial; siendo estos rankings clasificaciones académicas que ubican a las instituciones de acuerdo a una metodología científica de tipo bibliométrica que incluye criterios objetivos medibles y reproducibles, tomando en cuenta por ejemplo: la reputación académica, la reputación de empleabilidad para los egresantes, la citas de investigación a sus repositorios y su impacto en la web. Del total de 92 universidades licenciadas en el Perú, la Escuela Nacional Superior Autónoma de Bellas Artes del Perú se ha ubicado regularmente dentro del tercio inferior a nivel nacional en determinados rankings universitarios internacionales.